# Йохан Кристиан (Шлезвиг-Холщайн-Зондербург-Францхаген)
Йохан Кристиан фон Шлезвиг-Холщайн-Зондербург-Францхаген (на немски: Johann Christian Herzog von Schleswig-Holstein-Sonderburg-Franzhagen; * 26 април 1607, Бек, Северен Рейн-Вестфалия; † 28 юни 1653, Зондербург (Sønderborg), Дания) е първият херцог на Шлезвиг-Холщайн-Зондербург-Францхаген (1627 – 1653) от странична линия на Олденбурския дом.

## Живот
Той е най-възрастният син на херцог Александер фон Шлезвиг-Холщайн-Зондербург (1573 – 1627) и съпругата му Доротея фон Шварцбург-Зондерсхаузен (1579 – 1639), дъщеря на граф Йохан Гюнтер I фон Шварцбург-Зондерсхаузен и съпругата му Анна фон Олденбург-Делменхорст, дъщеря на граф Антон I фон Олденбург и София фон Саксония-Лауенбург, дъщеря на херцог Магнус I фон Саксония-Лауенбург.
След смъртта на баща му през 1627 г. той и братята му разделят херцогството помежду си. Йохан Кристиан получава дворец Францхаген при Шулендорф в Херцогство Саксония-Лауенбург и основава линията Шлезвиг-Холщайн-Зондербург-Францхаген. Той умира на 28 юни 1653 г.

## Фамилия
Йохан Кристиан се жени на 4 ноември 1634 г. за принцеса Анна фон Олденбург-Делменхорст (28 март 1605 – 12 декември 1688), дъщеря на граф Антон II фон Олденбург-Делменхорст и Сибила Елизабет фон Брауншвайг-Даненберг, дъщеря на херцог Хайнрих фон Брауншвайг-Даненберг. Двамата имат децата:
- Доротея Августа (1636 – 1662), омъжена 1661 за ландграф Георг III фон Хесен-Итер (1632 – 1676)
- Кристиана Елизабет (1638 – 1679), омъжена 1656 за херцог Йохан Ернст II фон Саксония-Ваймар (1627 – 1683)
- Йохан Фридрих (1639 – 1649)
- Кристиан Адолф (1641 – 1702), женен 1676 за принцеса Елеонора Шарлота фон Саксония-Лауенбург (1646 – 1709), дъщеря на херцог Франц Хайнрих фон Саксония-Лауенбург